# Kościół Wniebowzięcia Najświętszej Maryi Panny w Krzyżowicach
Kościół Wniebowzięcia Najświętszej Maryi Panny – rzymskokatolicki kościół filialny należący do Parafii Najświętszego Serca Pana Jezusa w Pogorzeli w dekanacie Brzeg południe archidiecezji wrocławskiej.

## Historia kościoła
Jest to budowla poewangelicka wzniesiona w 1580 roku. Gotyckie prezbiterium powstało na początku XV wieku. W XVII wieku we wnętrzu świątyni zostały wzniesione drewniane empory. W 1830 i 2000 roku kościół był remontowany. W 1945 roku budowla została przejęta przez katolików. W 1963 roku została odkryta polichromia w prezbiterium powstała zapewne w latach 1418 – 1428. Została oczyszczona w latach 80. XX wieku.

## Architektura
Świątynia jest szachulcowa (nawa ma konstrukcję słupowo–ramową). Murowane gotyckie prezbiterium jest trójbocznie zamknięte i oszkarpowane, z boku mieści się zakrystia. Z boku nawy znajduje się kaplica pogrzebowa. Od frontu znajduje się drewniana wieża o konstrukcji słupowej, jej ściany zwężają się ku górnej części. Zwieńcza ją ośmioboczny gontowy iglicowy dach hełmowy. Budowla nakryta jest dachem jednokalenicowym, złożonym z gontów. Wnętrze świątyni jest otynkowane i nakryte drewnianym płaskim stropem podpartym słupami. Chór muzyczny jest podparty słupami i ma prostą linię parapetu. W prezbiterium znajduje się gotycka polichromia figuralna z początku XV wieku naśladująca arrasy. Są na niej przedstawione sceny: Pokłonu Trzech Króli, Ukrzyżowania, Męczeństwa Dziesięciu Tysięcy, postacie Świętego Jerzego i Oblicza Chrystusa. Ołtarz główny ma późnorenesansowe elementy w zwieńczeniu pochodzące z początku XVII wieku. Ambona w stylu późnorenesansowym pochodzi z 1614 roku i ma gotycką podstawę z około XV wieku. Figura anioła w stylu późnobarokowym pochodzi z XVIII wieku i podtrzymuje misę kamiennej chrzcielnicy z około 1500 roku. Witraże powstały w 1907 roku i zostały wykonane przez firmę A. Selera.